# Füzespaptelek
Füzespaptelek település Romániában, Szilágy megyében.

## Fekvése
Szilágy megyében, Szilágysomlyótól délre, Újvágás és Felsőszék között fekvő település.

## Története
Füzespaptelek nevét az oklevelek 1481-ben említették először, mint Losonczi Bánffy Mihály birtokát.
A település Valkóvár tartozéka volt.
1553-ban Losonczi Bánffy László fiai osztoztak meg itteni birtokrészeken.
1564-ben II. János király az akkor Kraszna vármegyéhez tartozó Paptelke birtokot Nagyfalusi Losonczi Bánffy Farkasnak.
1590-ben Valkóvár e tartozékáért pereskednek Nagyfalusi Serédi István és mások Bánffy Pál fiaival.

## Nevezetességek
- Ortodox temploma 1937-ben épült. (Görögkatolikus fatemplomát lebontották.)